# Бу Генріксен
Бу Генріксен (дан. Bo Henriksen; нар. 7 лютого 1975) — колишній данський футболіст. По завершенні ігрової кар'єри — тренер. Наразі є головним тренером клубу першої Бундесліги «Майнц 05».

## Життєпис
13 лютого 2024 року Генріксен раптово залишив ФК «Цюріх» за обопільною згодою, щоб зайняти посаду головного тренера команди першої Бундесліги «Майнц 05» після звільнення Яна Зіверта.